# Nowosiółki, West Pomeranian Voivodeship
Nowosiółki [nɔvɔˈɕuu̯ki] (tiếng Đức Dorfstätt) là một ngôi làng thuộc khu hành chính của Gmina Bobolice, thuộc quận Koszalin, Tây Pomeranian Voivodeship, ở phía tây bắc Ba Lan. Nó nằm khoảng 4 kilômét (2 mi) phía tây Bobolice, 35 km (22 mi) về phía đông nam Koszalin và 142 km (88 mi) về phía đông bắc của thủ đô khu vực Szczecin.
Trước năm 1945, khu vực này là một phần của Đức. Đối với lịch sử của khu vực, xem Lịch sử của Pomerania.
Làng có dân số 80 người.